# Kënga Magjike 2001
Kënga Magjikes tredje upplaga hölls i vanlig ordning under hösten, detta år 2001 i Pallati i Kongreseve. Programmet sändes för första gången på TVA och det leddes av Ardit Gjebrea tillsammans med italienskan Natalia Estrada. Tävlingen vanns för andra året av ett duettpar, detta år Rovena Dilo och Pirro Çako med "Për një çast më ndali zemra". 

## Deltagare
Nedan följer ett urval av tävlingens deltagare.
- Rovena Dilo och Pirro Çako – "Për një çast më ndali zemra"
- Spirit Voice – "Nga dhe ku"
- Liria Dedvukaj – "Të kujtoj"
- Anjeza Branka – "Lojë apo dashuri?"